# 健行科技大學籃球隊
健行科技大學籃球隊（英語：UCH Basketball Team）是一支代表健行科技大學（臺灣）的大專男子籃球隊，目前分屬UBA公開男一級。目前三度奪得UBA冠軍，僅次於政大雄鷹、輔仁大學和台北體院，最近一次奪冠為108學年度，曾在公開男二級獲得一次冠軍

## 球隊獎項
- 103全國中正盃大學暨中學籃球賽大男甲二級：第一名
- 103學年度大專籃球運動聯賽男子組公開二級：冠軍
- 104全國中正盃大學暨中學籃球賽大男甲一級：第一名
- 104第十二屆「菁英盃」全國籃球錦標賽暨花蓮縣第29屆「王母盃」全國籃球錦標賽全國大專男子組籃球隊：亞軍
- 104學年度大專籃球運動聯賽男子組公開一級：殿軍
- 2016義大盃海峽兩岸籃球邀請賽暨姥姥盃全國籃球錦標賽：冠軍
- 105學年度大專籃球運動聯賽男子組公開一級：冠軍
- 106學年度大專籃球運動聯賽男子組公開一級：亞軍
- 107學年度大專籃球運動聯賽男子組公開一級：冠軍
- 108學年度大專籃球運動聯賽男子組公開一級：冠軍
- 109學年度大專籃球運動聯賽男子組公開一級：季軍
- 110學年度大專籃球運動聯賽男子組公開一級：季軍
- 111學年度大專籃球運動聯賽男子組公開一級：亞軍
- 112學年度大專籃球運動聯賽男子組公開一級：亞軍
- 113學年度大專籃球運動聯賽男子組公開一級：亞軍

## 外部連結
- 健行科技大學籃球隊的Facebook專頁